# Persephonaster croceus
Persephonaster croceus är en sjöstjärneart som beskrevs av James Wood-Mason och Alcock 1891. Persephonaster croceus ingår i släktet Persephonaster och familjen kamsjöstjärnor. Inga underarter finns listade i Catalogue of Life.